# Berlijnse luchtbrug

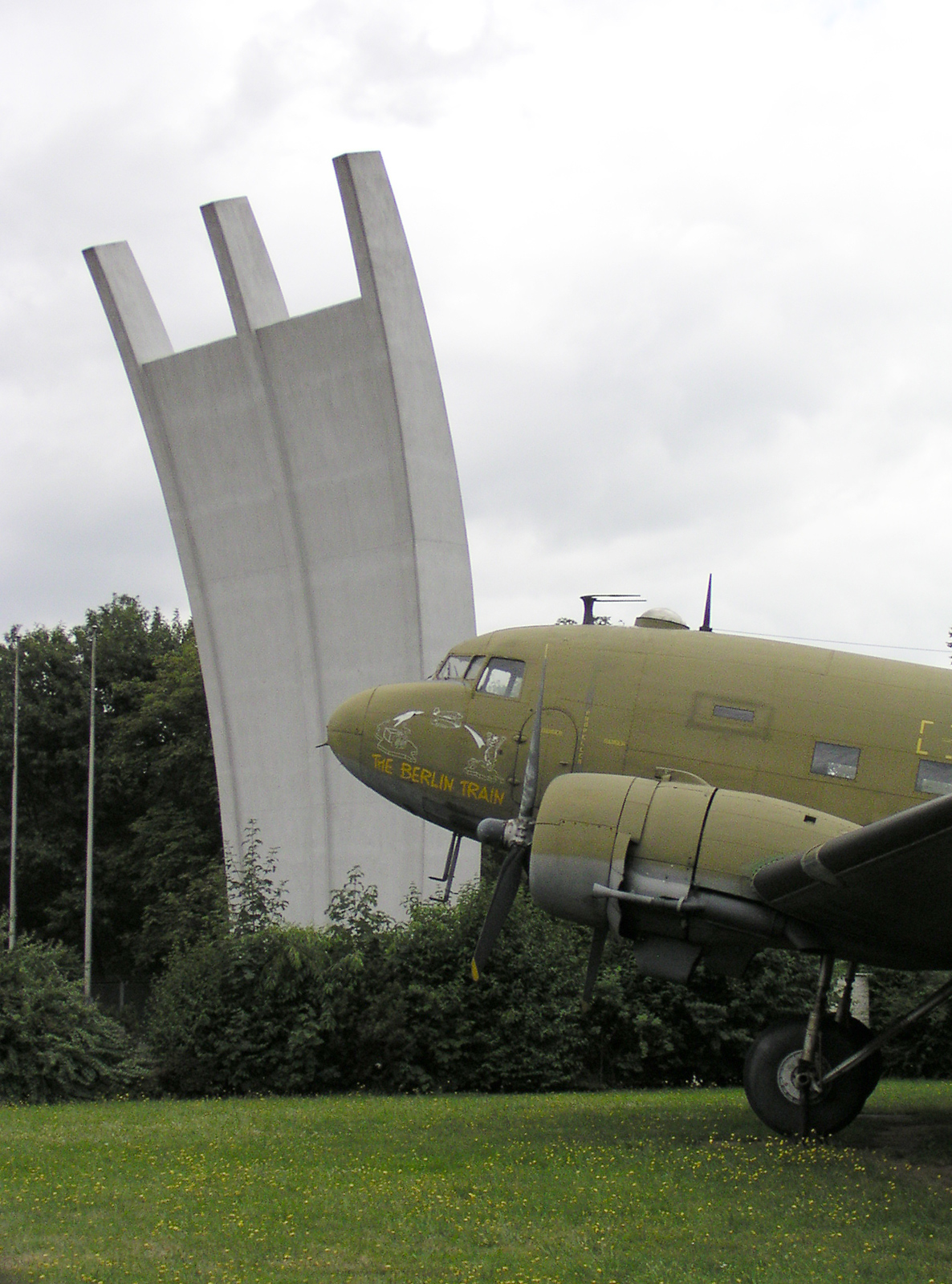
Monument voor de luchtbrug en een Douglas C-47 in Frankfurt

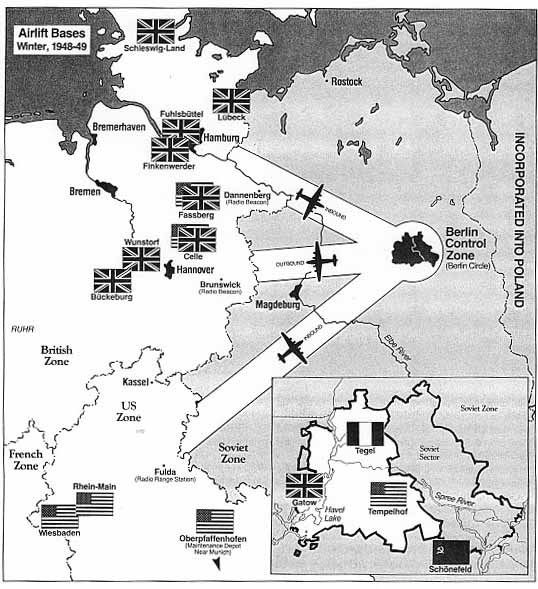
De luchtcorridors

De Berlijnse luchtbrug bevoorraadde West-Berlijn bij het begin van de Koude Oorlog, van 26 juni 1948 tot 12 mei 1949, met goederen en transporten van de Verenigde Staten en het Verenigd Koninkrijk.

## Aanleiding
Midden in de Sovjet-bezettingszone van Duitsland lag Berlijn, dat na de overwinning van de geallieerden op nazi-Duitsland was opgedeeld in een Amerikaanse, een Britse, een Franse en een Sovjet-sector. Toen in de westelijke bezettingszones de D-mark werd ingevoerd, verklaarde Stalin dat dit in strijd was met de gezamenlijke afspraken. De aanleiding van het ontstaan van de luchtbrug is dat Stalin had besloten om de blokkade van Berlijn in te voeren.

## Start van de luchtbrug
Over het gebruik van de landwegen tussen westelijk Duitsland en Berlijn bestond geen verdrag, over het gebruik van de luchtcorridors naar Berlijn echter wél. Tijdens de Tweede Wereldoorlog hadden de Amerikanen ervaring opgedaan met een luchtbrug voor de bevoorrading van de troepen van Chiang Kai-shek in China over de Himalaya. Overleg tussen de Amerikanen en de Britten leidde op 25 juni 1948 tot de instelling van de Berlijnse luchtbrug. Het eerste, Amerikaanse, toestel landde op 26 juni op de luchthaven Tempelhof. Hiermee werd de Amerikaanse Operatie Vittles gestart. De Britse Operatie Plain Fare volgde twee dagen later. De Fransen, die ook een sector in Berlijn hadden, deden niet mee: zij hadden hun vliegtuigen nodig in Indochina, waar zij een onafhankelijkheidsoorlog uitvochten. Het vliegveld in de Franse sector werd echter wel gebruikt.
Het was een riskante operatie, want de Sovjet-Unie kon besluiten de vliegtuigen neer te schieten. Dat gebeurde echter niet. Wel liet de Sovjet-Unie luchtballonnen op om het luchtverkeer te verstoren.

## Logistiek systeem
In het begin werd uitgegaan van 750 ton vracht per dag. Na een reorganisatie door generaal William H. Tunner, die ook de Himalaya-luchtbrug had georganiseerd, werd eind juli 1948 reeds 2000 ton per dag vervoerd. Het record werd bereikt op 15/16 april 1949, waarbij 12.849 ton vracht werd vervoerd via 1398 vluchten binnen 24 uur.
Om deze enorme hoeveelheid vluchten te verwerken was het volgende systeem opgezet:
- De luchtcorridors werden voor eenrichtingsverkeer ingesteld. Er werd gevlogen vanaf Hamburg en Frankfurt am Main naar Berlijn en van Berlijn naar Hannover.
- De vliegtuigen vlogen op vijf hoogtes.
- Een piloot mocht één poging doen om te landen. Mislukte dit, dan moest hij met zijn vracht terug naar West-Duitsland.

Door dit systeem kon in Berlijn iedere drie minuten een vliegtuig landen. Na het lossen en laden (binnen een half uur) ging het vliegtuig weer terug naar West-Duitsland. Voor de luchtbrug werden de drie West-Berlijnse luchthavens gebruikt: Gatow in de Britse sector, Tempelhof in de Amerikaanse sector en Tegel in de Franse sector van de stad. Ook zetten de Britten watervliegtuigen in, die landden op de Havel en de Große Wannsee.

## Resultaat
In totaal waren van juni 1948 tot mei 1949 ongeveer 2,3 miljoen ton vracht, waaronder 1,44 miljoen ton steenkool, 490.000 ton levensmiddelen en 160.000 ton bouwmaterialen voor de uitbouw van de luchthavens vervoerd. Bij de ongeveer 278.000 vluchten kwamen meerdere dodelijke ongevallen voor. In totaal kwamen 78 mensen bij deze ongevallen om het leven (31 Amerikanen, 41 Britten en 6 Duitsers).
| Cijfers van de USAFE                                                 | Totaal      | Aandeel VS  | Aandeel VK |
| -------------------------------------------------------------------- | ----------- | ----------- | ---------- |
| Vliegtuigbewegingen                                                  | 277.569     | 189.963     | 87.606     |
|                                                                      |             |             |            |
| Goederen naar Berlijn (totaal)                                       | 2.109.667 t | 1.618.030 t | 491.637 t  |
| waarvan levensmiddelen                                               | 486.891 t   | 268.816 t   | 218.075 t  |
| waarvan steenkool                                                    | 1.438.822 t | 1.289.217 t | 149.604 t  |
| waarvan overige goederen                                             | 183.954 t   | 59.996 t    | 123.958 t  |
|                                                                      |             |             |            |
| Goederen uit Berlijn (totaal)                                        | 74.145 t    | 41.629 t    | 32.516 t   |
|                                                                      |             |             |            |
| Passagiers (totaal)                                                  | 227.655     | 62.749      | 164.906    |
| waarvan naar Berlijn                                                 | 60.078      | 25.263      | 34.815     |
| waarvan uit Berlijn                                                  | 167.577     | 37.486      | 130.091    |
| Cijfers betreffen de periode van 26 juni 1948 tot 30 september 1949. |             |             |            |

## Naslagwerken
- (de)  Defrance, Corine Die Berliner Luftbrücke. Erinnerungsort des Kalten Krieges. Christoph Links, Berlijn (2008) ISBN 978-3-86153-991-9
- (en)  Fenton Jr, Robert The Berlin Airlift and the Use of Air Mobility as a Function of U.S. Policy. Air War College, Air University Maxwell AFB (2016).
- (en)  Giangreco, D. M. en Griffin, Robert E. Airbridge to Berlin: The Berlin Crisis of 1948, Its Origins and Aftermath. Presidio Press (1988) ISBN 0-89141-329-4